# Djalma Santos
Djalma Santos, född 27 februari 1929 i São Paulo, död 23 juli 2013 i Uberaba, Minas Gerais, var en brasiliansk professionell fotbollsspelare. Under sina 22 år som fotbollsspelare blev han aldrig utvisad.
Han var högerback i Brasiliens landslag under 1950- och 60-talen. Santos deltog i fyra VM-turneringar (1954, 1958, 1962 och 1966) och blev världsmästare 1958 och 1962.